# Balanç de matèria
El balanç de matèria és un mètode matemàtic utilitzat principalment en Enginyeria química. Es basa en la Llei de conservació de la massa (la matèria ni es crea ni es destrueix, només es transforma), s'estableix que la massa d'un sistema tancat roman sempre constant (excloent, la reacció nuclear on la massa es transforma en energia segons l'equivalència entre massa i energia). La massa que entra en un sistema ha de sortir del sistema o acumular-se dins del sistema, és a dir:
Els balanços de matèria es desenvolupen comunament per la massa total que creua els límits del sistema. També pot desenvolupar-se per un element químic o compost químic. Quan s'escriu balanços de matèria per compostos específics en lloc de la massa total del sistema, s'introdueix un terme de producció (que equival a la quantitat generada en la reacció química menys la quantitat desapareguda):
El terme de producció pot utilitzar-se per descriure la velocitat de reacció. Els termes de producció i acumulació poden ser positius i negatius.

## Balanç de matèria en estat estacionari
La majoria dels processos industrials són continus, amb un mínim d'alteracions o aturades. En aquest tipus de processos, amb l'excepció dels períodes de posada en marxa i aturada, el temps no és una variable a considerar, pel que les propietats intensives depenen de la posició i es troben en estat estacionari.
En aquests sistemes en estat estacionari el terme acumulació desapareix, es simplifica l'equació a:
En els sistemes on no hi ha reacció química, es simplifica més:

## Tipus
Els balanços de matèria poden ser integrals o diferencials.
- Balanç integral: es dirigeix al comportament global del sistema.
- Balanç diferencial:es dirigeix al comportament dels mecanismes dins del sistema.

També poden classificar-se de la següent forma:
- Balanç de massa global o total: es realitza en tot el sistema, considerant les masses totals de cadascun dels corrents de materials.
- Balanç parcial: es realitza en els subsistemes, considerant un determinat component en cadascun dels corrents.
- Balanç molar: si en el sistema no s'originen canvis químics.
- Balanç atòmic: si en el sistema hi ha canvis químics.
- Balanç volumètric: si no s'originen canvis d'estat.